# Grand Prix SAR La Princesse Lalla Meryem 2023
Il Grand Prix SAR La Princesse Lalla Meryem 2023 è un torneo femminile di tennis giocato sulla terra rossa. È la 21ª edizione del torneo, che fa parte della categoria WTA 250 nell'ambito del WTA Tour 2023. Si gioca nel Club des Cheminots di Rabat, in Marocco, dal 21 al 27 maggio 2023.

## Partecipanti

### Teste di serie
| Giocatrice  | Nazionalità       | Ranking* | Testa di serie |
| ----------- | ----------------- | -------- | -------------- |
| Italia      | Martina Trevisan  | 18       | 1              |
| Stati Uniti | Sloane Stephens   | 36       | 2              |
| Egitto      | Mayar Sherif      | 43       | 3              |
| Stati Uniti | Alycia Parks      | 49       | 4              |
| Canada      | Leylah Fernandez  | 50       | 5              |
| Kazakistan  | Julija Putinceva  | 51       | 6              |
| Rep. Ceca   | Linda Fruhvirtová | 55       | 7              |
| Germania    | Tatjana Maria     | 63       | 8              |

* Ranking all'8 maggio 2023.

### Altre partecipanti
Le seguenti giocatrici hanno ricevuto una Wild card:
- Malak El Allami
- Aya El Aouni
- Vera Zvonarëva

La seguente giocatrice è entrata in tabellone con il ranking protetto:
- Sara Sorribes Tormo

Le seguenti giocatrici sono passate dalle qualificazioni:

- Tímea Babos
- Jana Fett
- Tat'jana Prozorova
- Anastasija Tichonova

La seguente giocatrice è stata ripescata in tabellone come lucky loser:
- Ángela Fita Boluda

### Ritiri
Prima del torneo
- Anna Bondár → sostituita da  Sada Nahimana
- Elisabetta Cocciaretto → sostituita da  Léolia Jeanjean
- Sara Errani → sostituita da  Julia Riera
- Rebecca Marino → sostituita da  Kristina Mladenovic
- Alison Riske-Amritraj → sostituita da  Gabriela Lee
- Maria Sakkarī → sostituita da  Julia Grabher
- Sara Sorribes Tormo → sostituita da  Ángela Fita Boluda
- Ajla Tomljanović → sostituita da  Lucia Bronzetti

## Partecipanti doppio
| Nazionalità | Giocatrice       | Nazionalità | Giocatrice      | Ranking* | Testa di serie |
| ----------- | ---------------- | ----------- | --------------- | -------- | -------------- |
| Giappone    | Miyu Katō        | Indonesia   | Aldila Sutjiadi | 64       | 1              |
| Romania     | Monica Niculescu | Giappone    | Makoto Ninomiya | 83       | 2              |
| Ungheria    | Tímea Babos      | Kazakistan  | Anna Danilina   | 97       | 3              |
| Norvegia    | Ulrikke Eikeri   | Giappone    | Eri Hozumi      | 110      | 4              |

* Ranking all'8 maggio 2023.

### Altre partecipanti
Le seguenti coppie hanno ricevuto una wild card per il tabellone principale:
- Malak El Allami /  Luca Udvardy
- Aya El Aouni /  Yasmine Kabbaj

La seguente coppia è subentrata in tabellone come alternate:
- Eudice Chong /  Francesca Di Lorenzo

### Ritiri
Prima del torneo
- Nuria Párrizas Díaz /  Ekaterina Jašina → sostituite da  Eudice Chong /  Francesca Di Lorenzo

## Campionesse

### Singolare
Lucia Bronzetti ha sconfitto in finale  Julia Grabher con il punteggio di 6-4, 5-7, 7-5.
- É il primo titolo in carriera per Bronzetti.

### Doppio
Sabrina Santamaria /  Jana Sizikova hanno sconfitto in finale  Lidzija Marozava /  Ingrid Gamarra Martins con il punteggio di 3-6, 6-1, [10-8].